# Rhynchostegium pseudoserrulatum
Rhynchostegium pseudoserrulatum là một loài Rêu trong họ Brachytheciaceae. Loài này được (Kindb.) Kindb. miêu tả khoa học đầu tiên năm 1897.